# Mary Komasa
Mary Komasa, all'anagrafe Maria Komasa (Poznań, 1985), è una cantante polacca.

## Biografia
Cresciuta a Varsavia, Mary Komasa ha avuto sin da bambina una formazione musicale: suona infatti il pianoforte, l'organo e il clavicembalo, oltre ad aver preso lezioni di canto lirico. Nell'adolescenza ha vissuto temporaneamente a Parigi, dove ha lavorato come modella.
L'album di debutto eponimo della cantante è uscito nel 2015 e ha raggiunto la 24ª posizione della classifica polacca, oltre a fruttare alla cantante una candidatura per il miglior artista esordiente ai premi Fryderyk del 2016, il principale riconoscimento musicale polacco.
Nel 2019 è stato pubblicato Disarm, il secondo album di Mary Komasa, candidato ai Fryderyk del 2020 nella categoria Miglior album di musica alternativa.

## Discografia

### Album in studio
- 2015 – Mary Komasa
- 2019 – Disarm

### Singoli
- 2011 – I Bugged Your Brain
- 2014 – City of My Dreams
- 2015 – Come
- 2017 – Oh Lord
- 2019 – Palermo
- 2019 – Degenerate Love
- 2019 – Be a Boy
- 2019 – Sauvage